# Inscriptie van Canggal

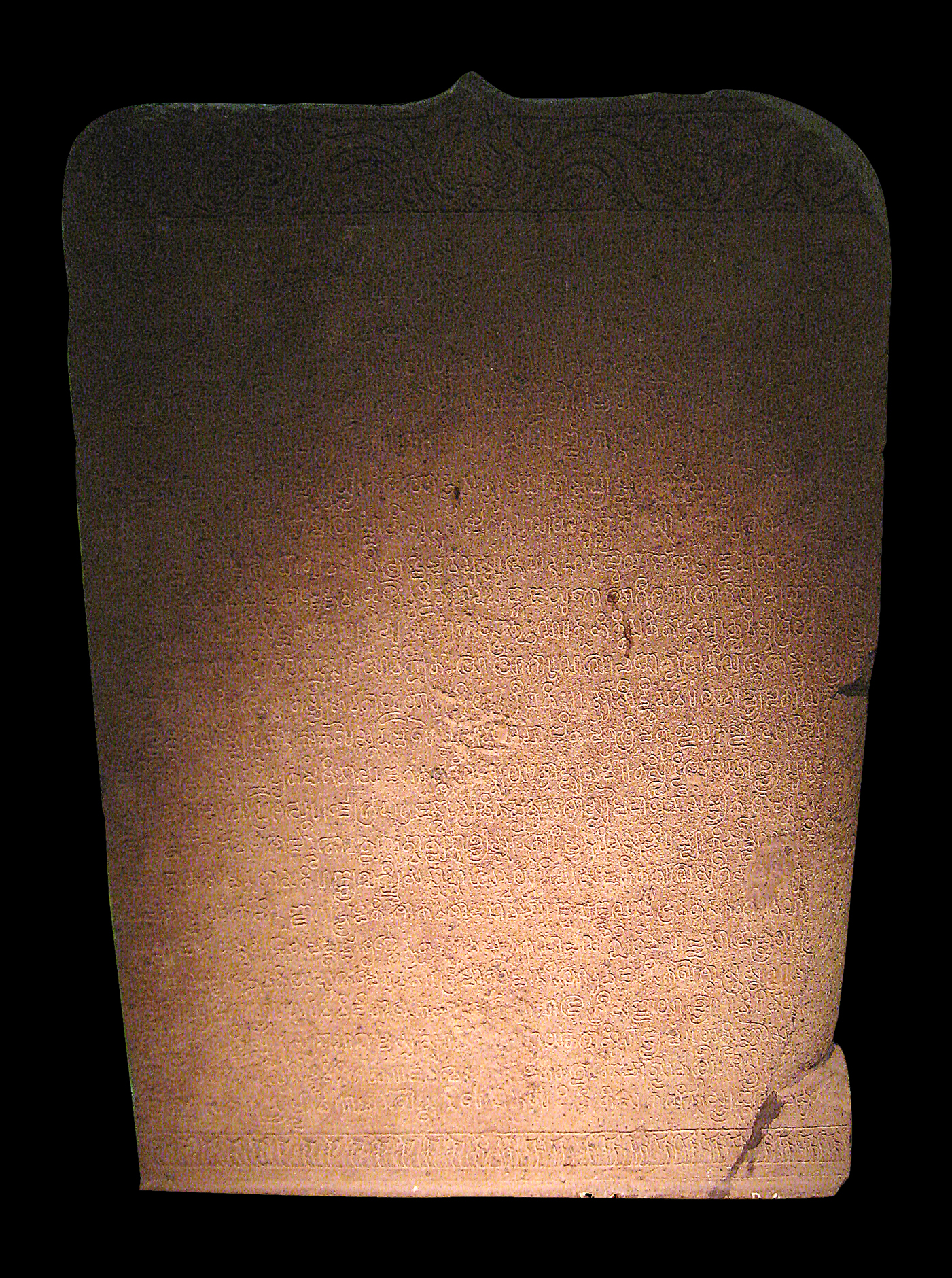
Inscriptie van Canggal

De Inscriptie van Canggal is een Sanskriet inscriptie (732), gevonden op de Gunung Wukir bij het dorp Canggal in Midden-Java. Deze inscriptie is de eerste schriftelijke vastlegging van historisch significante feiten in een samenhangende context, en in die zin het begin van de Javaanse geschiedschrijving.

## Inhoud
Het minutieus gedateerde document, uitgegeven en vertaald door Hendrik Kern, deelt mee dat een zekere koning Sanjaya op een berg een lingga van Shiva laat oprichten, dat wil zeggen een stenen kolom in de vorm van de fallus van Shiva die moet strekken tot heil van het rijk.
Na zegenbeden gericht tot Shiva, Brahma en Vishnoe, wordt meegedeeld dat het onvergelijkelijke eiland Java door de goden in bezit is genomen. Er bevindt zich daar een miraculeus heiligdom van Shiva dat verkregen is uit Kunjarakunjadéca en dat strekt tot heil van de wereld. Dit eiland werd gedurende lange tijd rechtvaardig geregeerd door een zekere koning Sanna, die zijn vijanden onderworpen had. Sanna werd opgevolgd door zijn zoon Sanjaya, een door de geleerden gewaardeerd goed kenner van de heilige leerboeken, nadat deze op zijn beurt de omringende vorsten onderworpen had.
De vermelding dat Java door de goden in bezit genomen is moet waarschijnlijk beschouwd worden als indicatie voor een recent hindoeïseringsproces dan wel een herinvoering van het Hindoeïsme na een Boeddhistisch interregnum.
Kunjara-kunja-desa betekent 'het land van het Kunjara-prieel'. Dit 'prieel' is te identificeren met de hermitage van de beroemde ziener (rishi) Agastya, in de Hindoe-overlevering vereerd als de verbreider van het Hindoeïsme in zuidelijk India. In het Ramayana-epos wordt verhaald hoe de figuren Rama, Sita en Lakshmana tijdens Rama's verbanning van het hof te Ayodhya een bezoek brachten aan Agastya's kluizenarij op de Kunjara-berg.
Dit leidt tot de conclusie dat het hier gaat om een Hindoeïstische vorst met culturele binding aan een Zuid-Indische vorm van Agastya-verering. Met militaire middelen verwierf hij de politieke macht over een belangrijk deel van Java. Zijn zoon, Sanjaya, proclameerde zich via de oprichting van een lingga in het jaar 732 tot universeel heerser.